# Liang Zhongxing
Liang Zhongxing (Guangdong, 23 december 1986) is een Chinees waterpolospeler.
Liang Zhongxing nam als waterpoloër één keer deel aan de Olympische Spelen in 2008. Op de Aziatische Spelen 2006 won hij de gouden medaille en in 2010 een zilveren.